# مسجد گله‌لی
مسجد گله‌لی (ترکی آذربایجانی: Gileyli məscidi) اثر باستانی دارای اهمیت ملی است، که در قسمت شهر قدیمی باکو قرار دارد.

## تاریخچهٔ مسجد
تاریخ ساخت مسجد گله‌لی دو مرحله را دربرمی‌گیرد. اولی دوره به سال ۱۳۰۹، یعنی دوران فرمانروایی دولت شروانشاهان و دومی نیز به نیمه دوم قرن ۱۹م بازمی‌گردد.

## مشخصات معماری
قسمت قدیمی بنا از ترکیبی صلیبی شکل برخوردار است. کناره‌های صلیبی شکل قبه‌های عمیق و در زوایا نیز اتاق‌های کوچک قرار دارند.
محراب مزین با عناصر معماری و سرشاری تالار عبادت از مصالح حجیم، زیبایی منحصر به فردی به ساختمان به ارمغان آورده‌است. بخش جدیدی، که بعداً ساخته و ضمیمه مسجد شده‌است، نه تنها ناسازگاری‌ای در زیبایی آن ایجان نمی‌کند، بلکه با گسترش ظرفیت تالار عبادت و عناصر معماری تلفیقی خود از بنای قدیمی، ترکیبی چشم‌نواز به وجود می‌آورد. در این بخش جدید ترکیب‌هایی جدیدی وجود دارد، که متعلق به سبک معماری اروپایی است. این ترکیب‌ها روی نمای ساختمان به‌طور برجسته تر به چشم می‌خورد.

## نگارخانه

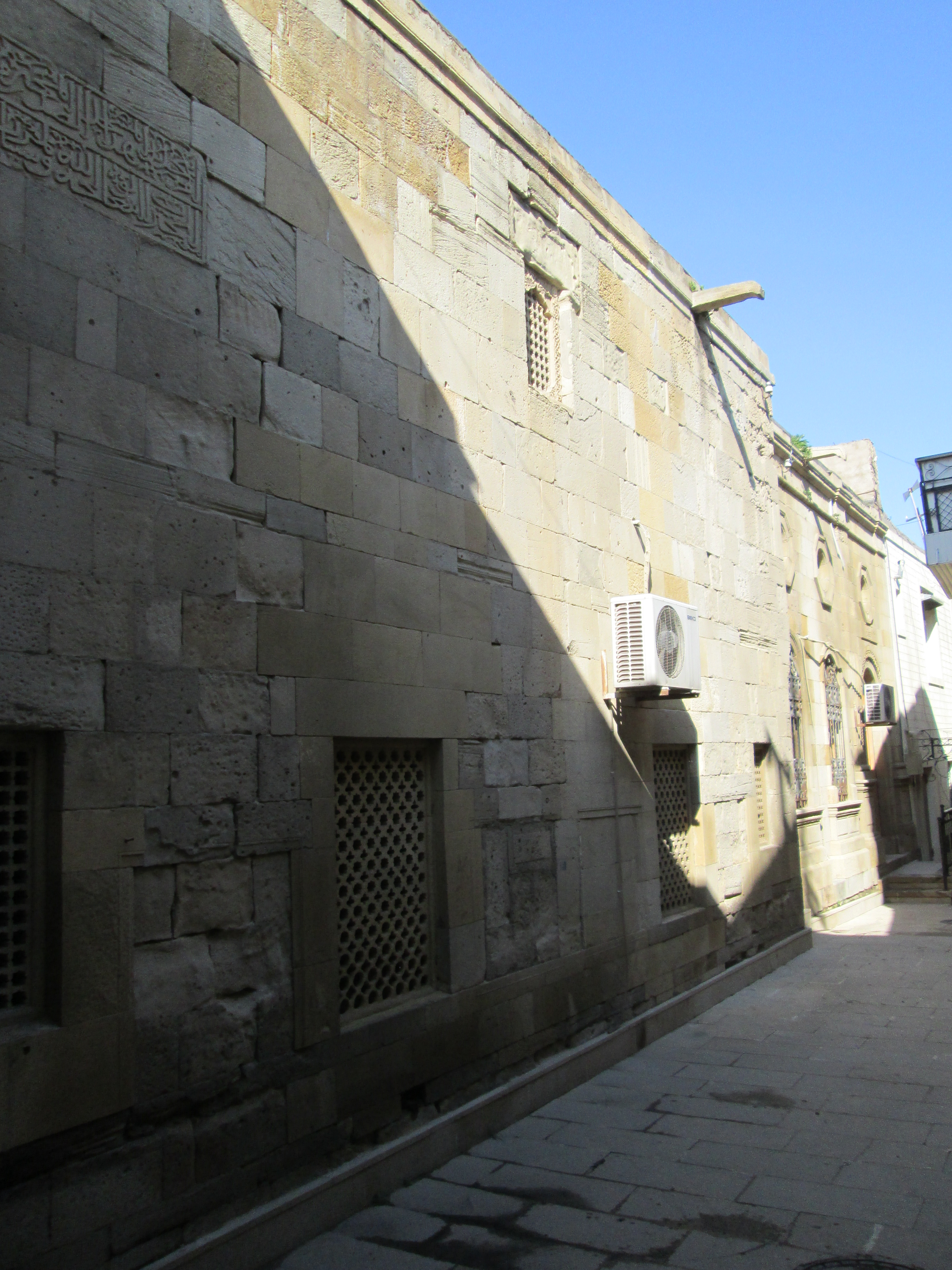
بنای مسجد گله‌لی
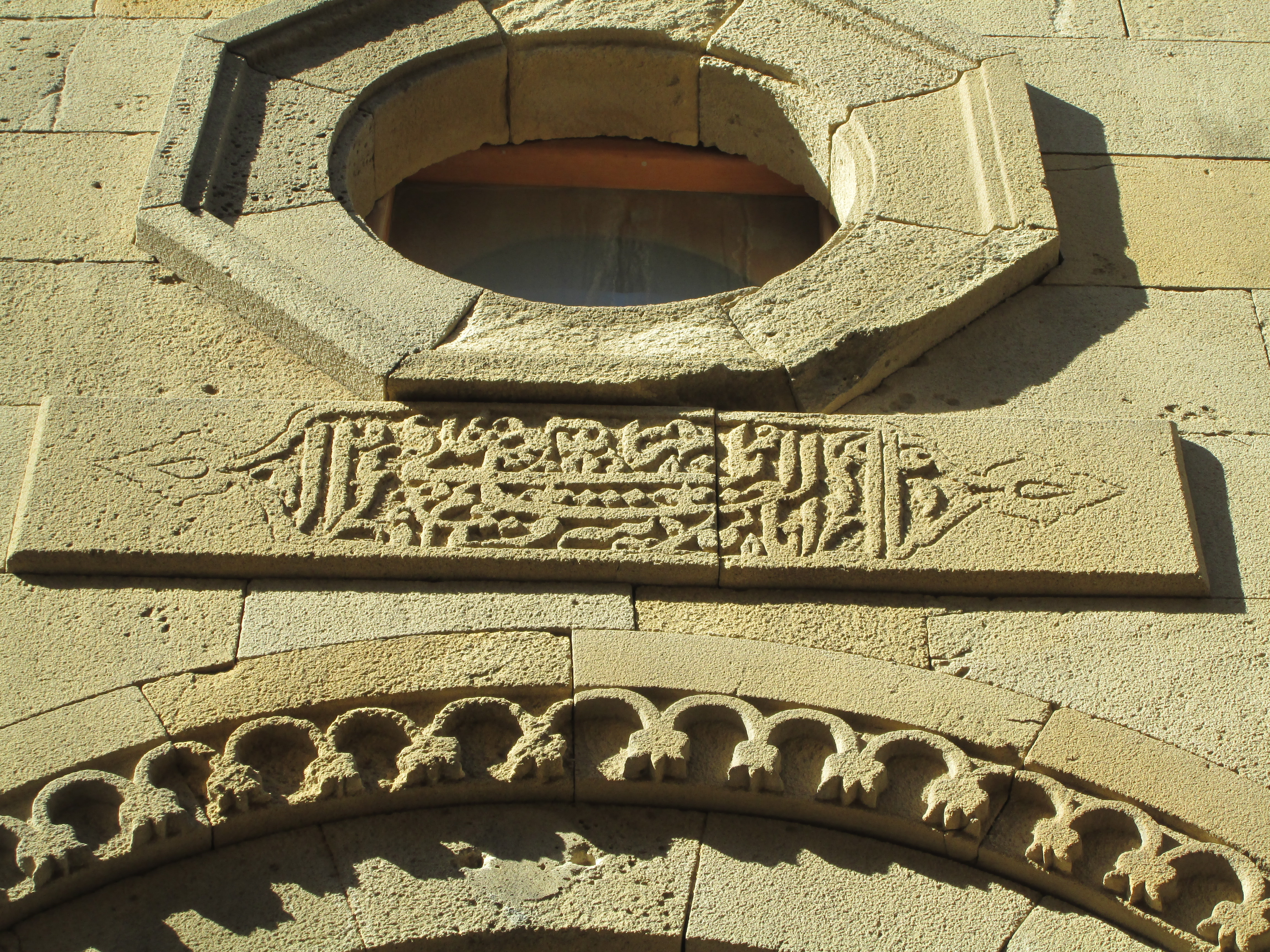
کتیبهٔ موجود روی دم ورودی مسجد گله‌لی
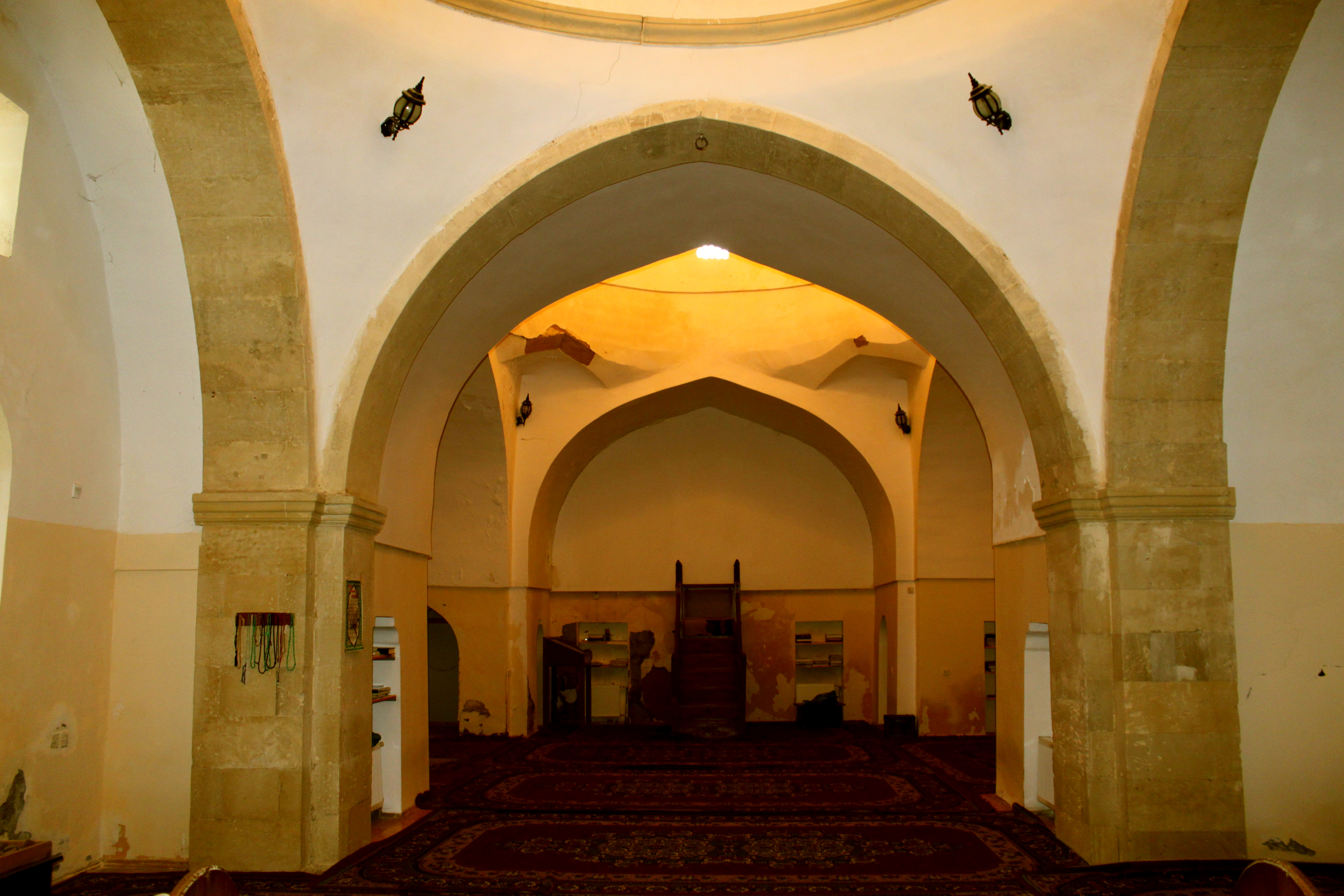
نمای داخلی مسجد
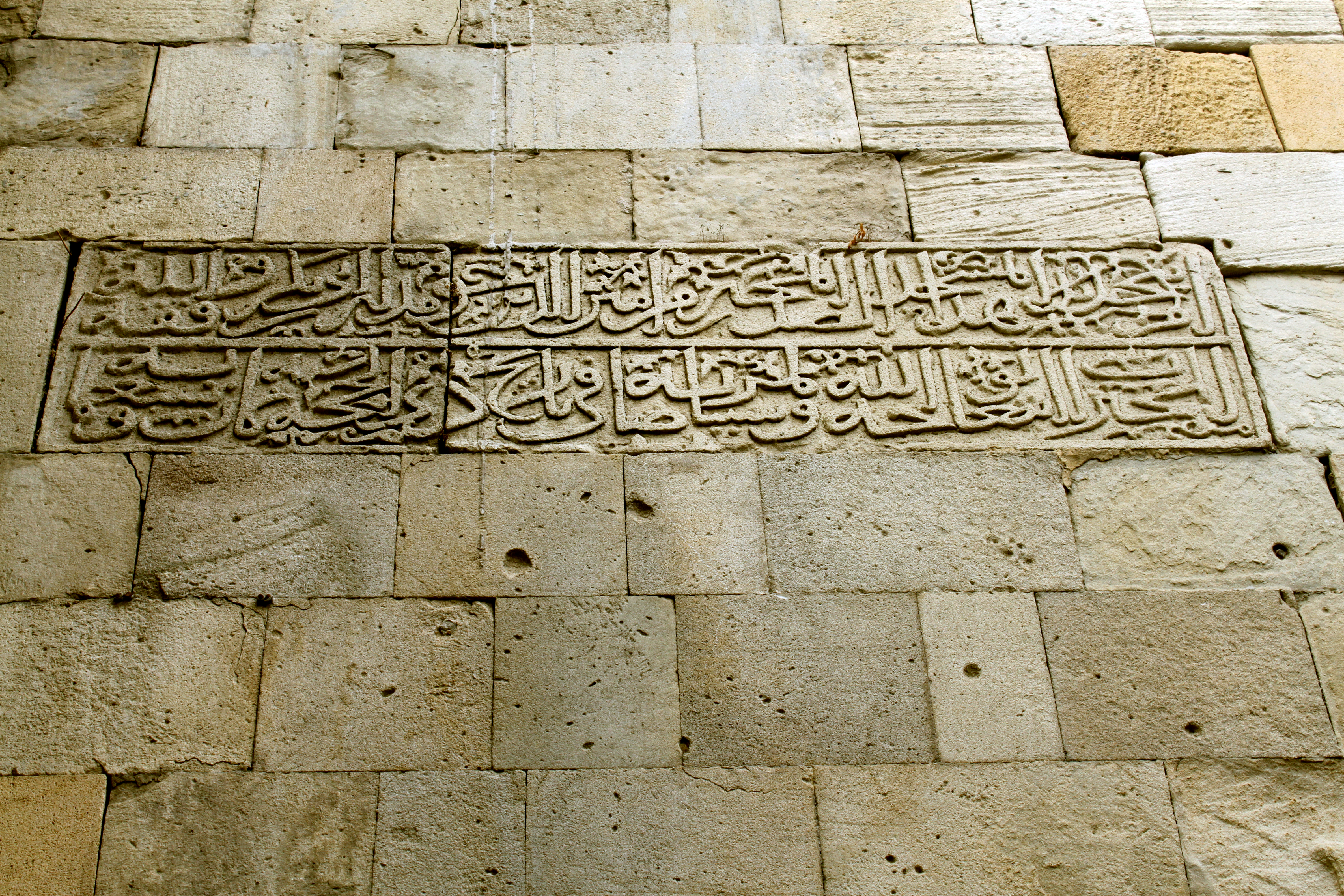
کتیبهٔ موجود روی دیوار مسجد